# Internationale Cricket-Saison 1957/58
Die internationale Cricket-Saison 1957/58 fand zwischen November 1957 und März 1958 statt. Als Wintersaison wurden vorwiegend Heimspiele der Mannschaften aus Südasien, der Karibik und Ozeanien ausgetragen.

## Überblick

### Internationale Touren
| Beginn            | Heimteam    | Auswärtsteam | Resultate | Artikel |
| Beginn            | Heimteam    | Auswärtsteam | Test      | Artikel |
| ----------------- | ----------- | ------------ | --------- | ------- |
| 23. Dezember 1957 | Südafrika   | Australien   | 0–3 [5]   | Artikel |
| 17. Januar 1958   | West Indies | Pakistan     | 3–1 [5]   | Artikel |

### Internationale Touren (Frauen)
| Beginn            | Heimteam   | Auswärtsteam | Resultate | Artikel |
| Beginn            | Heimteam   | Auswärtsteam | WTest     | Artikel |
| ----------------- | ---------- | ------------ | --------- | ------- |
| 29. November 1957 | Neuseeland | England      | 0–0 [2]   | Artikel |
| 7. Februar 1958   | Australien | England      | 0–0 [4]   | Artikel |

## Nationale Meisterschaften
Aufgeführt sind die nationalen Meisterschaften der Full Member des ICC.
| Land       | First-Class                 |
| ---------- | --------------------------- |
| Australien | Sheffield Shield 1957/58    |
| Indien     | Ranji Trophy 1957/58        |
| Neuseeland | Plunket Shield 1957/58      |
| Pakistan   | Quaid-e-Azam Trophy 1957/58 |